# Woqooyi-Galbeed
Woqooyi Galbeed (ook: Gobolka Woqooyi Galbeed, Maroodi Jeex, North-West, North-Western Region, Waqooye, Waqooyi Galbeed Region, West Galbeed of وقويي جالبيد (Arabisch Wuqūy Ghalbayd)) is een regio in Somaliland (de jure Somalië). De hoofdstad is Hargeisa, tevens de hoofdstad van heel Somaliland. De regio grenst in het zuiden aan Ethiopië, in het westen aan de regio Awdal, in het noorden aan de Golf van Aden en in het oosten aan de regio's Sanaag en Togdheer.
Woqooyi Galbeed is hier weergegeven volgens de regio-indeling van Somalië uit 1985. Deze indeling werd in 1990 bevestigd.
Volgens deze indeling is Wooqooyi Galbeed verdeeld in drie districten:
- Hargeisa, met de hoofdplaats Hargeisa
- Gebiley, met hoofdplaats Gebiley
- Berbera, met hoofdplaats Berbera.

Nadat Somaliland in 1991 zichzelf uitriep als onafhankelijke staat zijn er wijzigingen in de territoriale indeling doorgevoerd. Daarbij werd o.m. een stuk van Woqooyi Galbeed afgesplitst als de regio Saaxil. Saaxil valt qua grootte en locatie ongeveer samen met het district Berbera. Er zijn geen formele teksten of gezaghebbende kaarten bekend van de nieuwe territoriale indeling van Somaliland en deze wordt daarom in Wikipedia niet gevolgd.